# FK Ørn-Horten
El Ørn-Horten, antiguamente Ørn fotballklubb, abreviado Ørn FK, popularmente conocido como De brune o  Ørnane, es un club de fútbol fundado el 4 de mayo de 1904, y es el mayor club de fútbol de Horten. Jugó en primera división en los años 50 y 60. El club jugó en la primera parte de la Tercera División tras tres años en la Segunda División.

## Palmarés
- Copa de Noruega:
  - Campeón (4): 1920, 1927, 1928, 1930
  - Subcampeón (4): 1916, 1926, 1929, 1932